# Иннаарсуит
Иннаарсуит (гренл. Innaarsuit, старая орфография Ivnârssuit) — поселение в коммуне Каасуитсуп, северо-западная Гренландия. Население на июль 2018 года составляло 169 человек.

## Общие сведения
Поселение Иннаарсуит расположено на острове в архипелаге Упернавик, в 46 километрах к северу от г. Упернавик. Это обширный архипелаг, состоящий из маленьких островов у северо-западного побережья моря Баффина. Иннаарсуит переводится как «характерные скалы». Первые поселенцы здесь появились сравнительно недавно, в 1910—1912 г.г. Начиная с 1950 г., поселение начало расти. Был построен порт, расположенный в природной бухте на западном побережье, где корабли и лодки защищены от сильных порывов ветра.

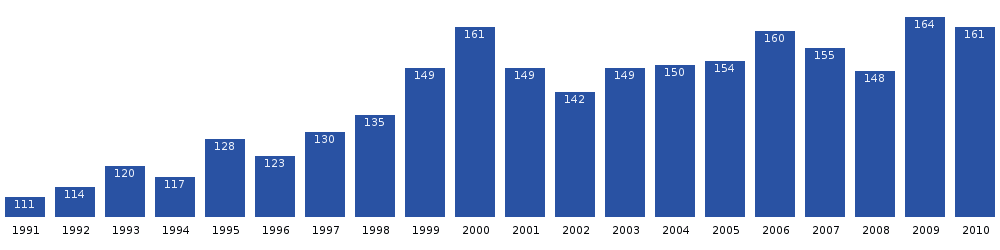
Демографический рост Иннаарсуита.

Рядом с портом находится промышленная зона, а также объекты общественного обслуживания. В северной части Иннаарсуита был построен вертодром, из которого ходят регулярные рейсы в Тасиусак и Упернавик. Порт и центральная часть поселения окружены одноэтажными домами, разбросанными по берегу. До поселения можно добраться, помимо воздушного и морского транспорта, на собачьих упряжках, либо на снегоходе.
Расположение поселения во впадине долгое время препятствовало его расширению. Поэтому были проложены дороги, значительно увеличившие площадь застройки. Экономика поселения основана на рыболовном и китобойном промыслах. Главный продукт, экспортируемый поселением, — гренландский палтус, рыба семейства камбаловых, обитающая в северных морях. В Иннаарсуите действует начальная школа, в которой учатся около 25 детей.
В июле 2018 года жителям Иннаарсуита пришлось экстренно эвакуироваться, после того как к побережью приплыл огромный айсберг. По-видимому, он сел на мель, и местные власти опасаются, что он может треснуть и расколоться. Образовавшаяся в результате волна может затопить часть поселения.